# 576p

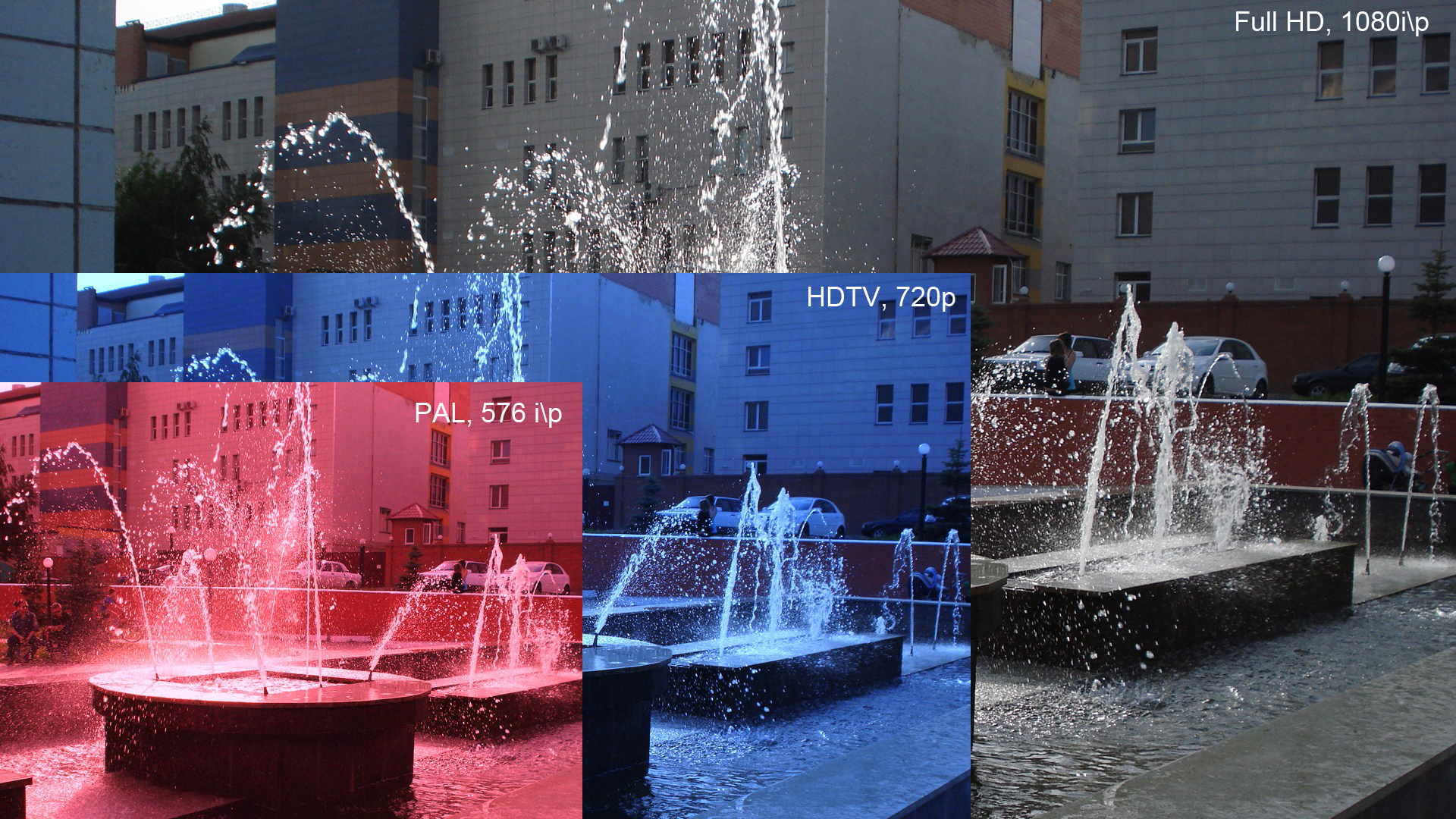
Comparaison des images dans différentes normes de télédiffusion.

576p est une nomenclature utilisée en vidéo numérique pour désigner une image vidéo en définition étendue composée de 576 lignes progressives ; l'image peut avoir un rapport d'image de 4/3 ou de 16/9.
Le 576p est l'équivalent progressif du 576i, et peut en avoir les mêmes dimensions (720×576, 704×576, 702x576, etc) ; il en existe en deux variantes principales : 576p25 (à 25 images par seconde) et 576p50 (à 50 images par seconde). Son équivalent dans les territoires à 60 Hz est le 480p.

## 576p25
Le 576p25 est très répandu : il est souvent utilisé pour la production de fictions télévisuelles dans les territoires à 50 Hz, dans la mesure sa cadence d'images s'approche de la cadence cinéma (24 images par seconde). De même, les films de cinéma destinés à la diffusion télévisuelle dans ces territoires sont convertis dans ce format par accélération de l'image.
Dans la plupart des cas, le 576p25 est capturé, édité et diffusé dans des canaux prévus pour le 576i50 en utilisant la méthode dite progressive segmented frame, qui permet donc de diffuser des images produites en 576p25 à la télévision ou sur DVD.

## 576p50
Le 576p50 fait partie de ce qu'on appelle la télévision à définition étendue, qui se veut un intermédiaire entre la télévision à définition standard et la télévision haute définition. Ce format permet de conserver la fluidité inhérente au 576i tout en bénéficiant d'une qualité d'image supérieure du fait de son balayage progressif. Ce format est quasi inexistant en tant que format de production et s'obtient généralement par désentrelacement de vidéo en 576i ou en convertissant des vidéos haute définition (1080i50, 720p50). Il est également rare en diffusion (même si utilisé en Australie pour certaines chaînes de télévision).

Il est par contre répandu comme format de sortie vidéo pour certains lecteurs DVD/Blu-ray ou d'autres équipements électroniques, et est alors transporté par les connectiques YUV et DVI/HDMI.

## Résumé
Définition d'image : 720×576, 704×576, 702x576, 544×576, 480×576, 352×576

Type de balayage : progressif

Cadence d'images : 25 ou 50 images par seconde

Rapport d'aspect : 4/3, 16/9.